# 山崎敏光
山崎 敏光（やまざき としみつ、1934年〈昭和9年〉9月28日 - 2025年〈令和7年〉1月31日）は、日本の物理学者。東京大学名誉教授。日本学士院会員。文化功労者。位階勲等は正四位瑞宝重光章。

## 略歴
東京市浅草区出身。
1957年（昭和32年）に東京大学理学部物理学科を卒業。東京大学原子核研究所助手、カリフォルニア大学およびニールス・ボーア研究所研究員、東京大学理学部講師、同助教授をへて、1972年（昭和47年）東京大学教授となる。1986年（昭和61年）東京大学原子核研究所長。退官後は東京大学名誉教授。日本学術振興会監事、財団法人仁科記念財団理事長（後任はノーベル賞受賞者の小林誠）などを歴任。
原子核物理の研究で知られ、中間子物理の実験的研究など卓越した業績で数々の受賞・受章を授与されている。2010年（平成22年）秋の叙勲では瑞宝重光章を受章した。
リヒャルト・ワーグナーの研究でも知られ、訳書（ジョフリー・スケルトン 著『バイロイトの100年』音楽之友社 1976年）の出版も行なっている。
2025年（令和7年）1月31日、誤嚥性肺炎で死去した。90歳没。死没日付で正四位に叙された。

## 著名な家族
東京工業大学 リベラルアーツ研究教育院教授でドイツ文学者（リヒャルト・ワーグナー研究者）の山崎太郎は長男。

## 受章・受賞等歴
- 1972年 松永賞[9]
- 1975年 仁科記念賞[9]
- 1987年 恩賜賞・日本学士院賞[1][9]
- 1994年 藤原賞[9]
- 2000年 フンボルト賞[9] 2022年現在日本フンボルト協会名誉会員[10]
- 2002年 トリノ大学名誉博士[9]
- 2005年 日本学士院会員[1][9]
- 2009年 文化功労者[1]
- 2009年 荒川区民栄誉賞[11]
- 2010年 瑞宝重光章[9]
- 2025年 正四位[4]